# Ronnie Schwartz
Ronnie Schwartz Nielsen (* 29. August 1989 in Ulsted, Region Nordjylland) ist ein dänischer ehemaliger Fußballspieler.

## Karriere

### Vereinsfußball
Ronnie Schwartz begann zunächst in seinem Heimatort Ulsted mit dem Fußballspielen und wechselte dann zum nahegelegenen Aalborg BK. 2003 ging er für zwei Jahre in die Jugendabteilung des FC Midtjylland und kehrte 2007 nach Aalborg zurück, wo er anschließend zum Profifußball aufstieg. In seinem ersten Jahr im Herren-Fußball gelang ihm mit Aalborg unter Trainer Bruce Rioch der Gewinn der dänischen Meisterschaft.
2011 wechselte Schwartz zum Randers FC in die zweitklassige 1. Division, mit dem er in der ersten Saison in die Superliga aufstieg und bereits 2013 auf einem Qualifikationsplatz zur Europa League abschloss. In der Europa League kam er in den Heimspielen gegen PAOK Thessaloniki und den AC Florenz zum Einsatz.  In der Zeit beim Randers FC erlangte er unter den Fans Kultstatus und erhielt auf Grund seiner Torgefahr den Spitznamen „Plaffeminister“ (dt. „Minister für Ärger“, entspricht dt. „Störenfried“ oder engl. „Troublemaker“).

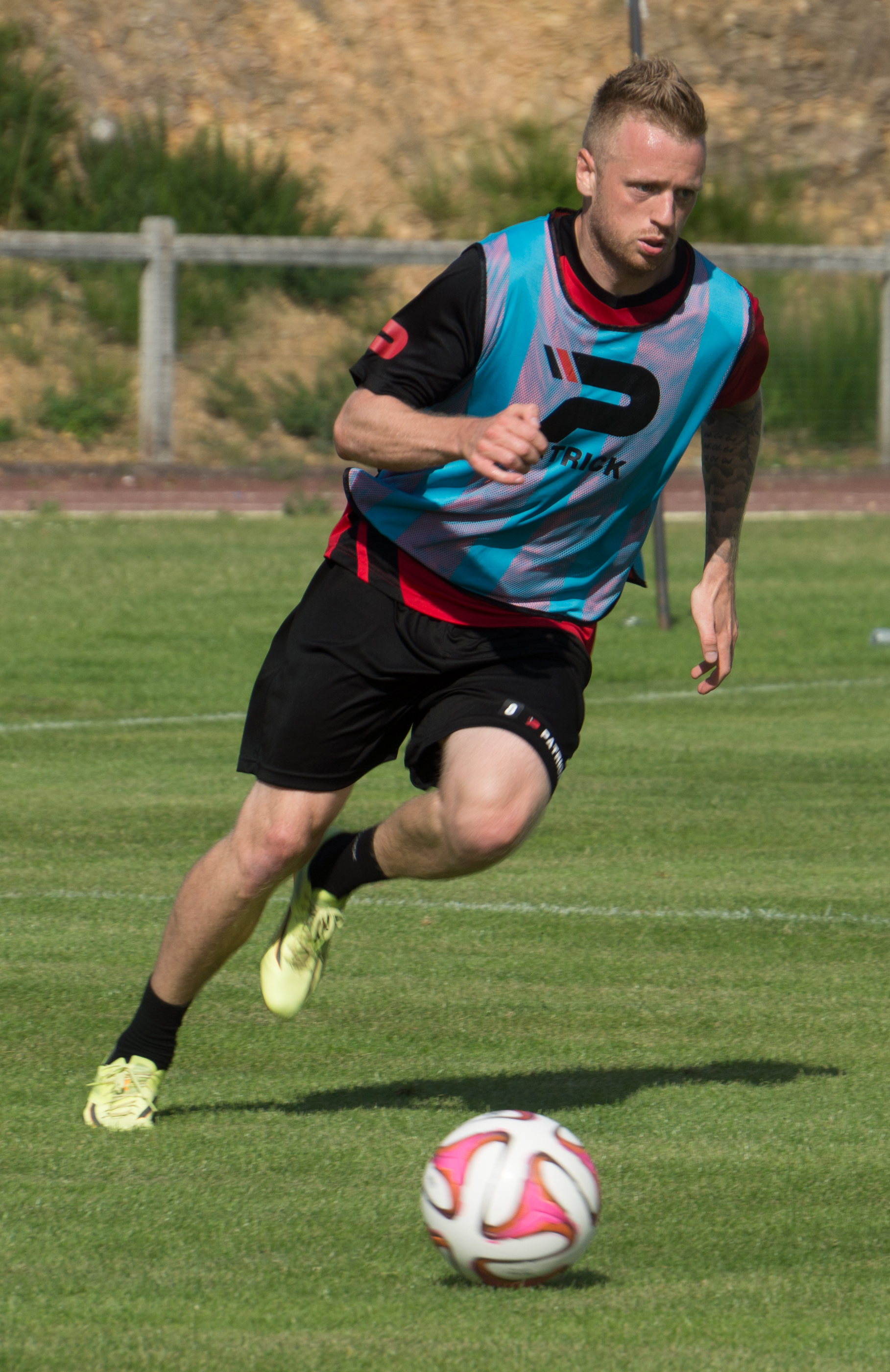
Ronnie Schwartz im Training bei EA Guingamp

Zur Saison 2014/15 wechselte Schwartz für 1,9 Millionen Euro Ablöse ins Ausland zum französischen Erstligisten und Pokalsieger EA Guingamp, bei dem er sich nicht dauerhaft durchsetzen konnte und schon 2015 leihweise zu Brøndby IF und 2016 zu Esbjerg fB in die dänische Superliga zurückkehrte. Zeitweise war auch ein Wechsel zum 1. FC Kaiserslautern, in der 2. Bundesliga spielend, im Gespräch. 2016 ging er für zwei Jahre zum belgischen Erstligisten Waasland-Beveren in die Division 1A. Nachdem er in beiden Jahren gegen den Abstieg gespielt hatte und ab Februar 2017 wegen Kreuzbandriss fast das gesamte restliche Jahr ausgefallen war, wechselte er 2018 für eine Halbserie nach Norwegen zum Erstligisten Sarpsborg 08 FF.
Ab der Saison 2018/19 lief er wieder in der dänischen 1. Division auf. Zunächst bei Silkeborg IF unter Vertrag stehend, mit denen er 2019 aufstieg und Torschützenkönig der 2. Liga wurde, wechselte er Anfang 2020 zum FC Midtjylland, wofür die Silkeborger leihweise Júnior Brumado erhielten. Schwartz konnte seine starke Saison 2019/20 als bester Torschütze der Liga und mit dem Gewinn der dänischen Meisterschaft krönen. Daraufhin wurde der englische Drittligist Charlton Athletic auf Schwartz aufmerksam, verpflichtete ihn aber nur für die Rückrunde 2020/21 in der League One.
Zur Zweitliga-Saison 2021/22 kehrte er wieder nach Dänemark zurück und schloss sich Vendsyssel FF an, ehe er ab Mitte der Saison 2022/23 für Hobro IK spielte. Dort wurde sein Vertrag in der folgenden Sommerpause nicht mehr verlängert und Schwartz war bis zum 27. März 2024 vereinslos, ehe ihn der heimische Zweitligist FC Fredericia bis zum Saisonende verpflichtete.

### Nationalmannschaft
Von 2005 bis 2010 absolvierte Schwartz insgesamt 26 Partien für diverse dänische Jugendnationalmannschaften und erzielte dabei vier Treffer.

## Erfolge

### Mannschaftserfolge
- Dänischer Meister:
  - 2007/08 mit Aalborg BK
  - 2019/20 mit FC Midtjylland
- Dänischer Zweitliga-Meister:
  - 2018/19 mit Silkeborg IF

### Individualerfolge
- Dänischer Torschützenkönig: 2019/20 (18 Tore)
- Dänischer Zweitliga-Torschützenkönig: 2018/19 (25 Tore)